# 复古游戏
复古游戏，或称经典游戏、怀旧游戏。

## 概要
實際上沒有明確的定義，會依照年代的不同而變化。大多會概指是发行于舊个人电脑、游戏机与街机的游戏。这些系统多过时或停产，因此在现代硬件上游玩需要使用模拟器，或直接游玩移植/合辑再版。热衷游玩或收集复古游戏的玩家有时被称为“怀旧玩家”。复古游戏和现代的独立游戏有所联系。此外该术语也指采用怀旧游戏元素的新游戏。

## 另見
- 香港復古遊戲展覽